# قوچقار
قوچقار (به قرقیزی: Кочкор، قوچقور) یک منطقهٔ مسکونی در قرقیزستان است که در شهرستان قوچقار واقع شده‌است. قوچقار ۹٬۸۶۳ نفر جمعیت دارد و ۱٬۷۶۷ متر بالاتر از سطح دریا واقع شده‌است.